# Marquess
Marquess es una banda de pop alemana creada 2006 en Hanóver. El idioma normalmente que usa el grupo en sus canciones es el idioma español, aunque con incorrecciones de gramática y concordancia del idioma, ya que no está destinado a un público hispano, sino al público alemán.

## Discografía

### Álbumes
- Marquess (2006)
- Frenética (2007)
- ¡YA! (2008)
- Compañía del sol (2009)
- Favoritas (2014)

### Sencillos
- El temperamento (2006)
- Sorry & goodbye (2006)
- Vayamos compañeros (2007)
- You and not Tokio (2007)
- No importa
- La histeria (2008)
- La Vida Es Limonada

## Curiosidades
- La banda es conocida no solo en su país de origen (Alemania) sino también en Austria, Suiza, Polonia, Bulgaria, Finlandia y la República Checa.